# カルロス・ロペス
カルロス・アルベルト・デ・ソウザ・ロペス（ポルトガル語: Carlos Alberto de Sousa Lopes, 1947年2月18日 - ）はポルトガルの陸上競技長距離選手である。

## 人物
29歳の時出場した1976年モントリオールオリンピックでは10,000mで銀メダルを獲得した。
その後、マラソン競技に転向し、1984年ロサンゼルスオリンピックにおける下馬評では前年の世界選手権優勝者ロバート・ド・キャステラや瀬古利彦などの評価が高く、彼自身の評価はそれほど高くなかったが37歳での出場にも係わらず2時間9分21秒の五輪新記録で見事金メダルを獲得した。
この記録は、2008年北京オリンピックでサムエル・ワンジルによって破られるまで、24年もの間オリンピック男子マラソンの最高記録だった（ワンジルの記録は2時間6分32秒）。また、オリンピックの男子マラソンの歴代金メダリストでは現在も最高齢記録である。
ロサンゼルス五輪翌年の1985年4月20日のロッテルダムマラソンで、世界で初めて2時間8分の壁を破る2時間07分12秒（電気計時2時間07分11秒68）の世界最高記録を樹立した。
その後1986年の東京国際マラソンに参加したが途中棄権し、また1988年ソウルオリンピックでも出場を予定していたが、試合の数日前に棄権を表明しており（この時はイタリアのジェリンド・ボルディンが優勝した）、世界最高記録樹立後は一度もマラソンを完走することなく引退した。

## マラソン成績
- 自己最高記録…2時間07分12秒（1985年4月）

| 年月    | 大会名                     | タイム      | 順位   | 備考         |
| ------- | -------------------------- | ----------- | ------ | ------------ |
| 1982.10 | ニューヨークシティマラソン | ----------- | (棄権) |              |
| 1983.04 | ロッテルダムマラソン       | 2：08：39   | 2位    |              |
| 1984.04 | ロッテルダムマラソン       | ----------- | (棄権) |              |
| 1984.08 | ロサンゼルスオリンピック   | 2：09：21   | 優勝   | 五輪最高記録 |
| 1984.10 | シカゴマラソン             | 2：09：06   | 2位    |              |
| 1985.04 | ロッテルダムマラソン       | 2：07：12   | 優勝   | 世界最高記録 |
| 1986.02 | 東京国際マラソン           | ----------- | (棄権) |              |